# 마키무쿠촌
마키무쿠촌(纏向村)은 나라현의 북서부 시키군에 속해있던 촌이다. 현재 사쿠라이시 북부에 해당한다.
.

## 역사
- 1889년 4월 1일 - 정촌제 시행에 의해 시키조군 마키무쿠촌이 성립하였다.
- 1897년 4월 1일 - 시키군으로 소속이 변경되었다.
- 1954년 7월 10일 - 미와정, 오다촌과 합병해 오미와정이 성립하여, 동일 마키무쿠촌은 폐지되었다.

## 교통

### 철도
- 일본국유철도
  - 사쿠라이선

당시 마키무쿠역은 미개통 상태였다. 

### 도로
- 국도 제169호선

## 참고문헌
- 角川日本地名大辞典 24 三重県